# Recensão
Recensão (do latim: recensio, "revisão, análise") é a prática de editar ou rever um texto com base na análise crítica. Quando referido a um manuscrito tal geralmente significa a revisão por outro autor.

## Referência
1. ↑  Definition of "recension", yourdictionary.com